# Sayaka Osakabe
Sayaka Osakabe (en japonès 小酒部 さやか, Osakabe Sayaka, Kawasaki, 29 de maig de 1977) és una activista japonesa pels drets de les dones que va emprendre accions legals per fer complir la llei d'igualtat d'oportunitats del Japó i va obtenir el reconeixement per part del govern que l'assetjament en dones embarassades al lloc de treball és il·legal. Va ser guardonada el 2015 amb el premi Internacional Dona Coratge del Departament d'Estat dels Estats Units.
Sayaka treballava com a editora de revistes quan va quedar embarassada. El seu cap, en lloc d'aprovar una reducció de jornada, va intentar pressionar-la perquè deixés la feina. Després de patir dos avortaments, va demanar que se li donés una excedència si tornava a quedar embarassada i li va ser denegada. Va deixar la feina sota coacció i va presentar el seu cas a un tribunal laboral. El juny de 2014 va guanyar el cas i va formar un grup de suport anomenat Matahara Net, un mot creuat de les paraules angleses "maternity and harassment" (maternitat i assetjament), i que ha esdevingut un terme legal.
El Fòrum Econòmic Mundial classifica al Japó en el lloc 104 del món en matèria d'igualtat laboral i les estadístiques oficials mostren que una de cada quatre dones treballadores ha patit assetjament per culpa de la maternitat. Encara que la llei japonesa garanteix a les dones el dret a poder demanar ser reubicades en llocs menys exigents des del punt de vista físic durant l'embaràs i permet fins a 14 setmanes de baixa per maternitat o permís parental, per a qualsevol dels dos progenitors, moltes dones no ho demana per la inseguretat laboral.
El setembre de 2014, membres de Matahara van participar en un judici al Tribunal Superior en suport d'una altra dona que es trobava en una situació similar a la que havia patit Sayaka. La dona va ser degradada del seu lloc de treball a un hospital durant el seu embaràs. Una decisió d'un tribunal inferior va dictaminar que "estava dins l'àmbit de l'autoritat de l'hospital per qüestions de personal de treure-la de la seva tasca laboral com a supervisora", però la Llei d'Igualtat d'Oportunitats en l'Ocupació del Japó prohibeix específicament el descens de categoria per embaràs. En una sentència històrica emesa el 23 d'octubre de 2014, el Tribunal Superior del Japó va anul·lar els veredictes dels altres tribunals i va dictaminar que el descens de categoria o altres mesures punitives basades en l'embaràs, violen la llei.
Sayaka amb la xarxa Matahara segueix promovent l'apoderament de les dones amb l'objectiu de canviar les polítiques públiques i la percepció social, de manera que totes les dones tinguin les mateixes oportunitats laborals.